# Thesea pulchra
Thesea pulchra är en korallart som beskrevs av Nutting. Thesea pulchra ingår i släktet Thesea och familjen Plexauridae. Inga underarter finns listade i Catalogue of Life.